# Lindholmiola spectabilis
Lindholmiola spectabilis е вид коремоного от семейство Helicodontidae.

## Разпространение
Видът е разпространен в Гърция.